# Congis-sur-Thérouanne
Congis-sur-Thérouanne – miejscowość i gmina we Francji, w regionie Île-de-France, w departamencie Sekwana i Marna.
Według danych na rok 1990 gminę zamieszkiwało 1277 osób, a gęstość zaludnienia wynosiła 84 osób/km² (wśród 1287 gmin regionu Île-de-France Congis-sur-Thérouanne plasuje się na 582. miejscu pod względem liczby ludności, natomiast pod względem powierzchni na miejscu 163.).